# Rock-O-Rama
Rock-O-Rama е звукозаписна компания в Германия, основана през 1977 година от Херберт Еголдт. Започва да записва произведения на германски пънк рок групи. През 1982 година включва и групи от Финландия. През 1984 година Rock-O-Rama започва да записва произведения в стил RAC и Ой!. Закрита е през 1993 година.